# 梅奥病毒科
梅奥病毒科（学名：Mayoviridae）为馬特利病毒目的一个科。

## 下级分类
本科包括以下属：
- Idaeovirus
- Pteridovirus